# Saint-Symphorien (Lozère)
Saint-Symphorien (okcitán nyelven Sant Symphorien) korábbi község Franciaország déli részén, Lozère megyében. 2010-ben 249 lakosa volt.
2019. január 1-jén Chambon-le-Château korábbi községgel egyesült és az így létrejött Bel-Air-Val-d’Ance új község része lett.

## Fekvése
Saint-Symphorien a Margeride-hegység keleti oldalán fekszik, Grandrieu-től 9 km-re északra, 1200 méteres (a községterület 948-1237 méteres) tengerszint feletti magasságban, az Ance-patak völgye felett, Lozère és Haute-Loire megyék határán. A községterület 25%-át (816 hektár) erdő borítja.
Északról Croisances, keletről Chambon-le-Château, Saint-Christophe-d’Allier, Saint-Bonnet-de-Montauroux és Laval-Atger, délről Grandrieu, délnyugatról Saint-Paul-le-Froid, nyugatról pedig Thoras községekkel határos.
A községet érinti a Grandrieu-t Saugues-gal összekötő D985/D585-ös megyei út, mely Ancette-nél keresztezi a D59-es utat, mely Chambon-le-Château (6 km) és Saint-Paul-le-Froid (9 km) felé teremt összeköttetést.
A községhez tartozik Ancette, Ancelpont, Chams, L´Herm, Le Moulin de Fortune és Verrières.

## Története
1145-ben említik először, ekkoriban La Chaise-Dieu apátságához tartozott. 1790 előtt Gévaudan tartományhoz (Languedoc kormányzóság) tartozott. A francia forradalom alatt a község nevét Grand-Airre változtatták. Az elvándorlás következtében az utóbbi két évszázad során lakosságának 4/5-ét elveszítette.

### Demográfia
| Év   | Lakosság |
| ---- | -------- |
| 1793 | 496      |
| 1851 | 547      |
| 1876 | 581      |
| 1901 | 565      |
| 1936 | 376      |

| Év   | Lakosság |
| ---- | -------- |
| 1946 | 368      |
| 1954 | 304      |
| 1962 | 288      |
| 1968 | 225      |

| Év   | Lakosság |
| ---- | -------- |
| 1975 | 197      |
| 1982 | 161      |
| 1990 | 129      |
| 1999 | 105      |
| 2010 | 249      |

## Nevezetességei
- Temploma a 12-14. században épült román-gótikus stílusban.
- A temetőben egy 17. századi kereszt található.
- Az Ance-patakon Bouffarelnél 1935-ben épült vízierőmű ipari műemlék.[5]
- A falu fölé emelkedő vaskeresztet éjszakánként kivilágítják.[6]

## Külső hivatkozások
- Nevezetességek (franciául)